# دانيلا كيرتز
دانيلا كيرتز (بالعبرية: דניאלה קרטס‏) هي ممثلة إسرائيلية، ولدت في 11 مارس 1989 بالقدس في إسرائيل.

## أعمال

### أفلام
- (2013) حرب الزومبي العالمية[5]

## وصلات خارجية
- دانيلا كيرتز على موقع IMDb (الإنجليزية)
- دانيلا كيرتز على موقع قاعدة بيانات الفيلم (الإنجليزية)